# Dodola Dorsa
I Dodola Dorsa sono una struttura geologica della superficie di Venere.